# Ianuarie 2020
Acest articol este generat integral pe baza informațiilor din articolul 2020 și este actualizat periodic de un robot.
 Editările făcute în articol vor fi șterse la următoarea actualizare! Dacă doriți să faceți modificări, editați articolul-sursă.

ianuarie -
februarie -
martie -
aprilie -
mai -
iunie -
iulie -
august -
septembrie -
octombrie -
noiembrie -
decembrie
Ianuarie 2020 a fost prima lună a anului și a început într-o zi de miercuri.

## Evenimente
- 1 ianuarie: Inundații devastatoare  s-au produs în întreaga capitală indoneziană Jakarta și în zona sa metropolitană la primele ore ale 1 ianuarie 2020, din cauza ploii peste noapte care a aruncat aproape 400 de milimetri (15 in) de apă de ploaie, provocând râuri ca Ciliwung și Cisadane  să se deverseze.  Cel puțin 66 de persoane au fost ucise, iar 60.000 de persoane au fost mutate, fiind cele mai grave inundații din zonă din 2007.
- 1 ianuarie: Croația a preluat președinția semestrială a Consiliului Uniunii Europene de la Finlanda.
- 1 ianuarie: Albania preia de la Slovacia președinția anuală a OSCE.
- 1 ianuarie: Bonurile fiscale devin obligatorii în Germania. Este o măsură care se îndepărtează de preocupările ecologice actuale, dar vizează o mai bună combatere a fraudei fiscale.
- 1 ianuarie: Guvernul de la Haga își dorește ca din acest an să nu se mai folosească numele de Olanda ci doar cel de Țările de Jos. Numele Olanda a fost retras din toate documentele pentru ca țara să nu mai fie desemnată decât prin numele său administrativ, Olanda fiind doar o provincie a Regatului Țărilor de Jos.
- 1 ianuarie: Palau devine prima țară din lume care a interzis cremele solare dăunătoare coralilor și vieții marine. Interdicția intră în vigoare imediat după un anunț al președintelui Tommy Remengesau Jr.
- 1 ianuarie: Statele Unite ale Americii preiau de la Franța președinția anuală a G7.
- 2 ianuarie: Liderii din Cipru, Grecia și Israel au semnat un acord de bază la Atena, deschizând calea construcției planificate a gazoductului EastMed în Mediterană.[1]
- 2 ianuarie: Australia declară stare de urgență în timp ce guvernul statului Victoria declară stare de dezastru pe fondul incendiilor mari care au omorât până la 500 de milioane de animale.[2][3][4]
- 3 ianuarie: Are loc un atac american care a lovit un convoi în apropierea Aeroportului Internațional Bagdad din Irak. Au fost ucise mai multe persoane, printre care generalul maior iranian Qasem Soleimani, șeful forțelor de elită Quds, și Abu Mehdi al-Muhandis, comandantul Forțelor de Mobilizare Populară irakiene.[5]
- 4 ianuarie: Guvernul Nicolás Maduro anunță că Venezuela va vinde o parte din petrol și aur pentru a-și finanța criptomoneda Petro.[6]
- 5 ianuarie: Într-o sesiune boicotată de majoritatea reprezentanților arabilor suniți și ai kurzilor, Consiliul Reprezentanților din Irak acceptă o rezoluție de expulzare a trupelor americane din Irak.[7]

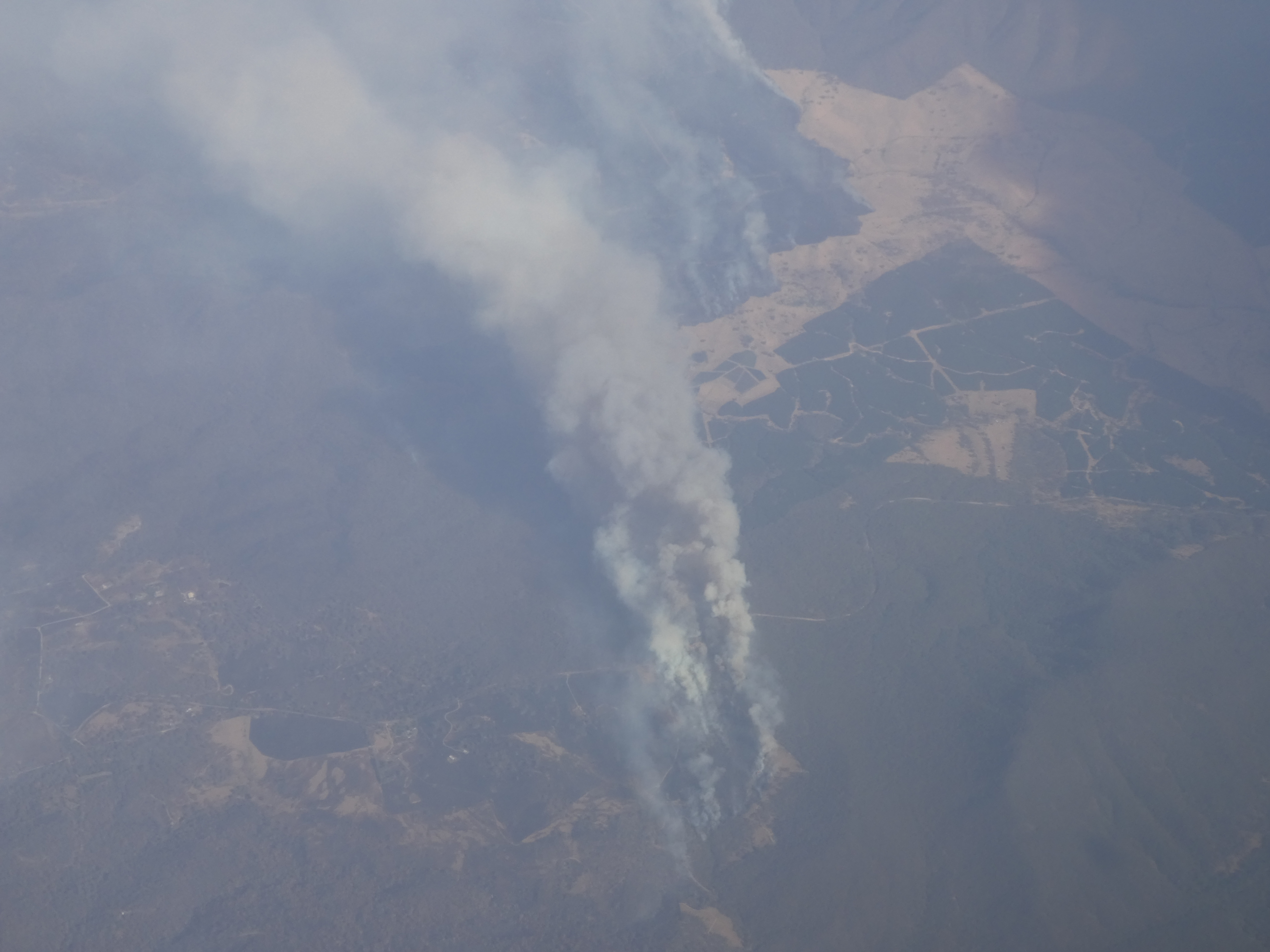
4 ianuarie: Incendii pe frontiera statului Victoria, Australia.

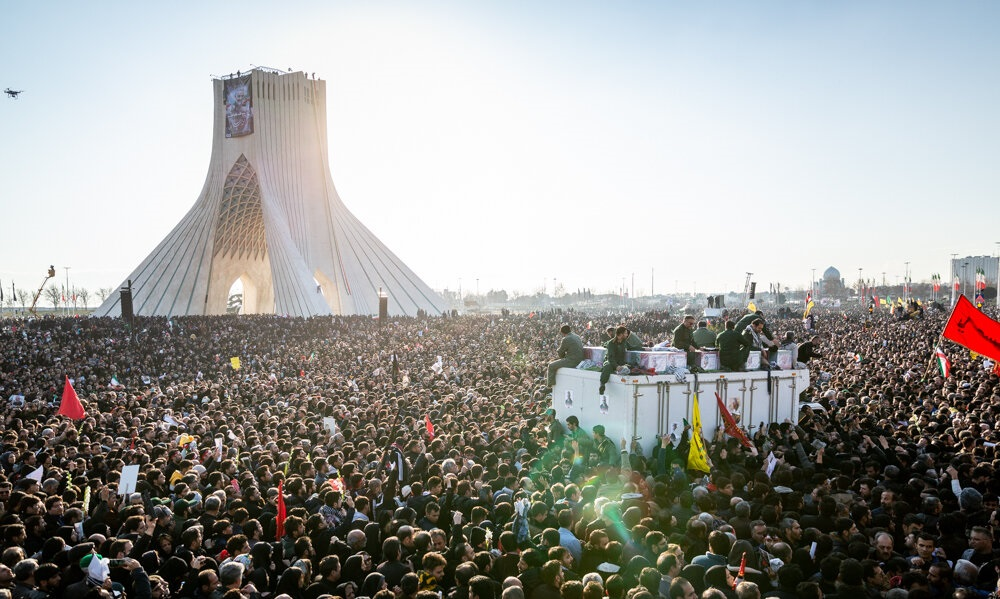
6 ianuarie: Funeraliile lui Qasem Soleimani la Teheran, Iran.

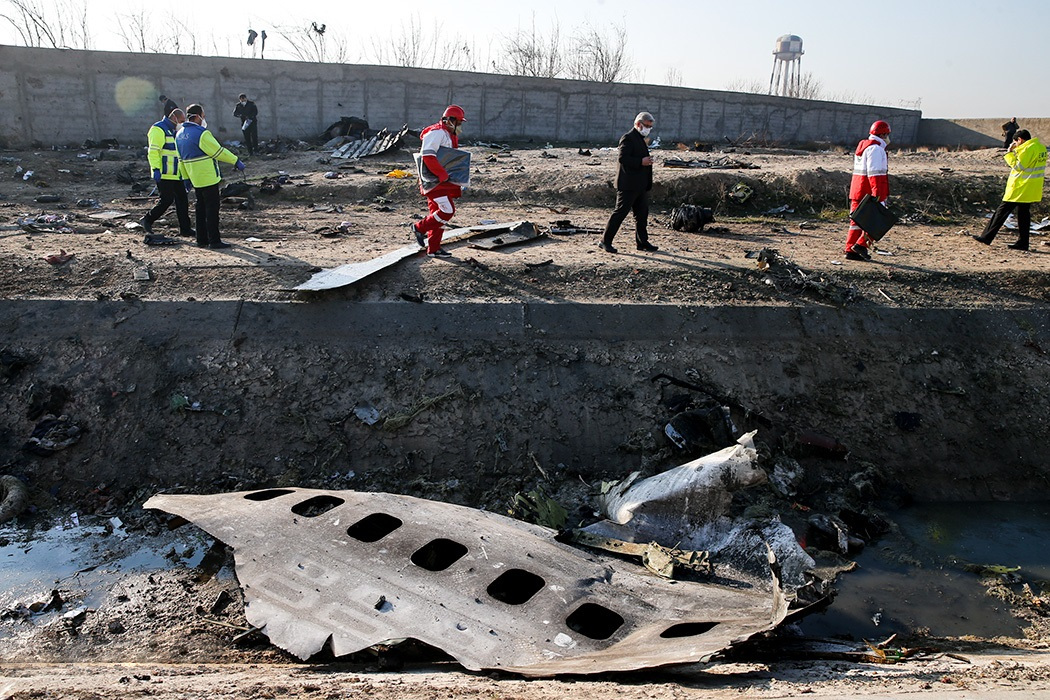
8 ianuarie: Doborârea avionului ucrainean, Air Boeing 737, la sud de Teheran.

12 ianuarie: Erupția vulcanului Taal

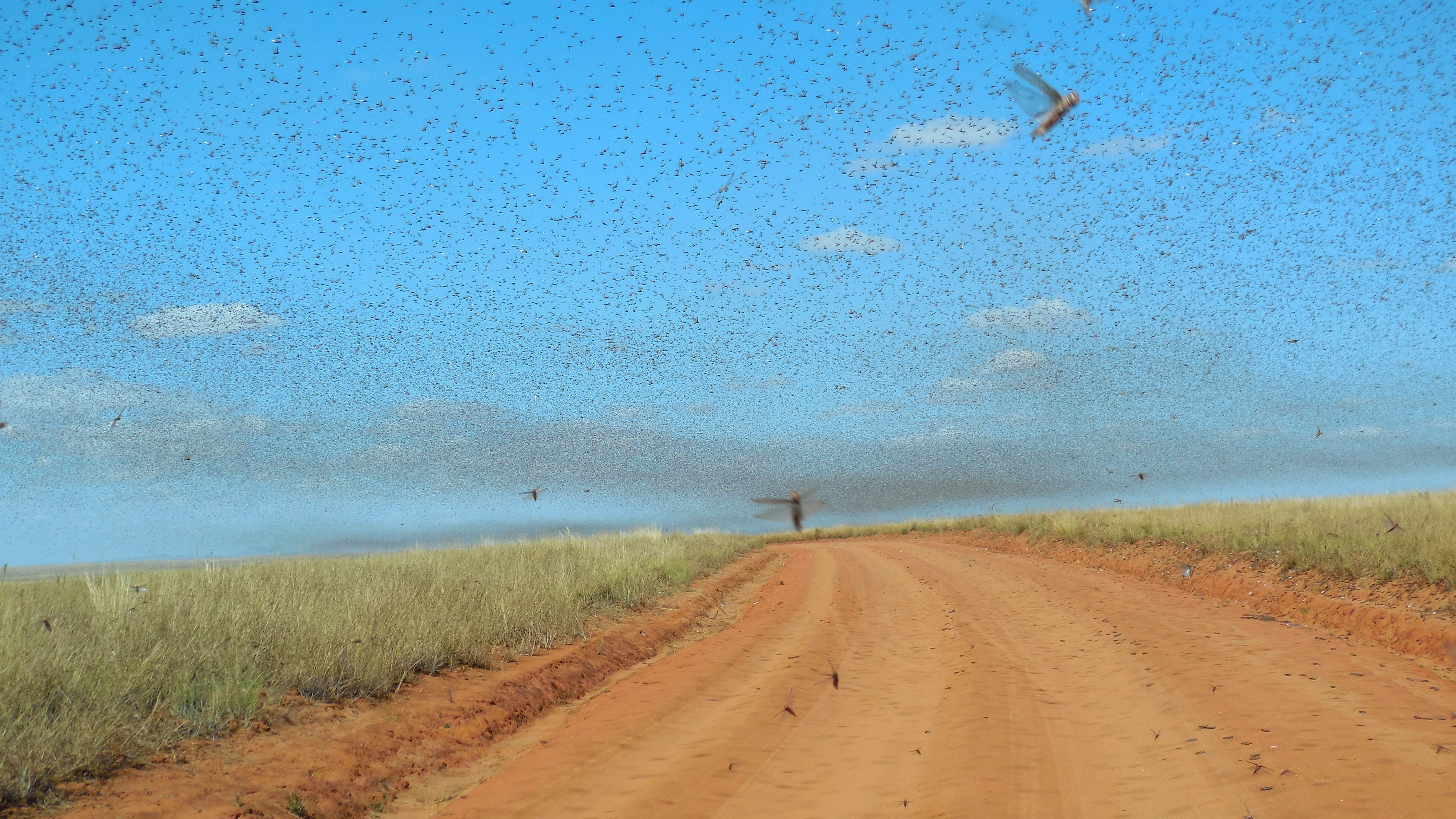
Invazia de lăcuste din Africa de Est

23 ianuarie: Ceasul Apocalipsei, cel care arată simbolic cât de mare este pericolul de distrugere a planetei, a fost setat cu doar un minut și 40 de secunde înainte de miezul nopții.

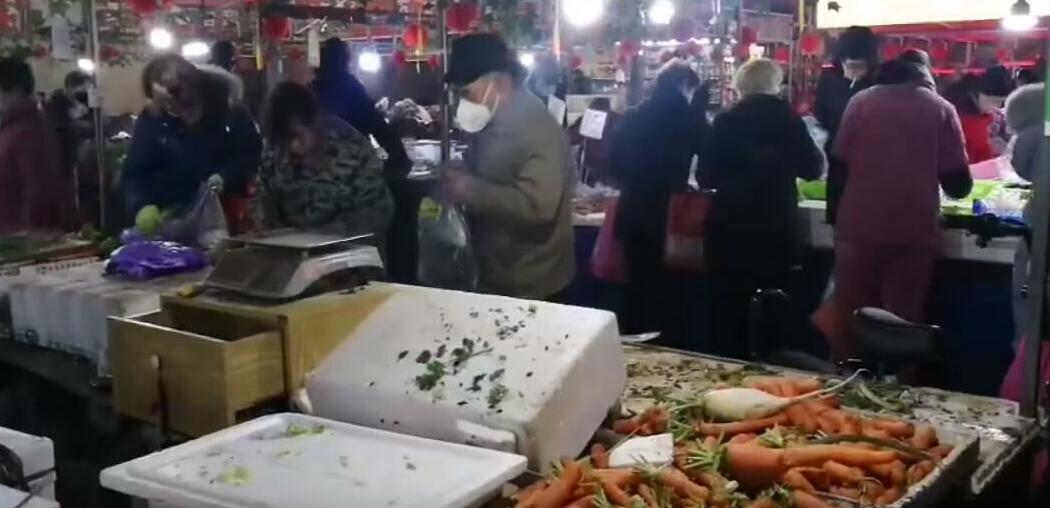
23 ianuarie: Orașul Wuhan, China, intră în carantină din cauza epidemiei de coronavirus.

- 5 ianuarie: Alegeri prezidențiale în Croația. Potrivit sondajelor, citate de Euronews și Deutsche Welle, fostul premier Zoran Milanović a obținut 53,25% în turul doi al scrutinului prezidențial, în timp ce Kolinda Grabar-Kitarović, liderul Uniunii Democratice Croate (HDZ), a primit 46,5% din voturi.
- 6 ianuarie: Un cutremur cu magnitudinea de 5,8 a lovit Puerto Rico, provocând mici alunecări de teren, întrerupere de energie și crăpând sever unele locuințe.[8]
- 7 ianuarie: Peste 50 de persoane sunt raportate ucise și peste 200 rănite într-o busculadă la înmormântarea generalului Qasem Soleimani din orașul Kerman, Iran.[9]
- 8 ianuarie: Iranul începe operațiunea Martirul Soleimani, lansând rachete asupra a două baze militare din Irak unde staționează soldați americani.[10]
- 8 ianuarie: Un avion Boeing 737 cu 176 de persoane la bord s-a prăbușit în timp ce decola de pe Aeroportul Internațional Teheran Imam Khomeini. Incidentul, care a avut loc pe fondul crizei din Golful Persic, este sub investigație.[11]
- 8 ianuarie: Prințul Harry și Meghan au anunțat, pe Instagram, că intenționează să se retragă din rolurile superioare din familia Regală, pentru a deveni independenți din punct de vedere financiar și de a-și împărți timpul între Regatul Unit și America de Nord.[12]
- 9 ianuarie: Camera Comunelor a Parlamentului Regatului Unit votează cu 330 de voturi la 231 voturi pentru a trece proiectul de lege privind acordul de retragere care autorizează plecarea țării din Uniunea Europeană la sfârșitul lunii.[13]
- 9-26 ianuarie: A 14-a ediție a Campionatului European de Handbal Masculin se va desfășura în 3 țări, Austria, Norvegia și Suedia. S-au calificat echipele din 24 de țări, repartizate pe șase grupe.
- 10 ianuarie: Televiziunea de stat din Oman anunță moartea sultanului Qaboos bin Said al Said în vârstă de 79 de ani. În momentul morții sale, el era cel mai longeviv șef de stat din Orientul Mijlociu și din lumea arabă.[14] A doua zi, Haitham bin Tariq al-Said a fost numit noul conducător al Omanului.
- 11 ianuarie: Mai multe grupuri de protestatari au ieșit în stradă la Teheran, după ce autoritățile au recunoscut că avionul ucrainean căzut imediat după decolare, cu 176 de oameni la bord, a fost doborât de o rachetă.[15]
- 11 ianuarie: Monseniorul Aurel Percă a fost înscăunat în funcția de arhiepiscop și mitropolit al Arhidiecezei de București.[16]
- 12 ianuarie: Vulcanul Taal din sudul insulei Luzon, Filipine, a început să erupă și a aruncat nori de cenușă care măsoară aproximativ 10-15 km.
- 13 ianuarie: Forțele din estul Libiei, loiale comandantului Khalifa Haftar, au anunțat încetarea focului în regiunea vestică, care include capitala Tripoli, duminică, începând cu ora 00:01, iar Guvernul Acordului Național (GNA), recunoscut internațional, a fost de acord cu armistițiul. A doua zi, armistițiul a eșuat după ce liderul LNA a refuzat să semneze acordul privind încetarea focului.
- 14 ianuarie: Regatul Unit interzice utilizarea cărților de credit pentru a face pariuri atât pentru jocuri de noroc online cât și offline, inclusiv achiziționarea de bilete de loterie. Comisia pentru jocuri de noroc spune că interdicția va intra în vigoare pe 14 aprilie.
- 15 ianuarie: Celebrarea a 170 de ani de la nașterea poetului național Mihai Eminescu.
- 15 ianuarie: Guvernul rus, condus de premierul Dmitri Medvedev, a demisionat în contextul unor schimbări constituționale anunțate de președintele Vladimir Putin în discursul anual privind starea națiunii, în fața Parlamentului. Liderul rus a acceptat demisia Guvernului.[17]
- 15 ianuarie: Premierul grec, Kyriakos Mitsotakis, îl numește pe președintele Consiliului de Stat, Aikaterini Sakellaropoulou, președinte al Greciei. Dacă va fi aprobat, va fi prima femeie președinte din istoria greacă.[18]
- 16 ianuarie: Alphabet Inc., compania-mamă a Google, devine a patra companie americană care a atins o capitalizare bursieră de 1 trilion de dolari.
- 17 ianuarie: Secretarul de cultură al guvernului federal brazilian, Roberto Alvim, este demis după difuzarea unui videoclip în care anunță un nou premiu național pentru cultură. În videoclip, Alvim pare să parafrazeze un discurs al lui Joseph Goebbels, ministrul propagandei al Germaniei naziste.
- 18 ianuarie: Oficialii de la Palatul Buckingham au anunțat că, începând din primăvara acestui an, prințul Harry și soția sa Meghan, ducesa de Sussex vor păstra, dar nu vor mai folosi public, titlul „Alteța Sa Regală” și nu vor mai primi fonduri publice pentru îndatoririle regale. De asemenea, cuplul va rambursa 2,4 milioane de lire sterline cheltuite pentru renovarea reședinței Frogmore Cottage. Cuplul își va păstra titlurile de duce și ducesă de Sussex. Prințul Harry nu va mai avea obligațiile pe linie militară de până acum, el rămânând doar prinț.
- 20 ianuarie: Bolivia își retrage recunoașterea Republicii Arabe Democrate Saharawi ca națiune independentă și întrerupe legăturile cu Frontul Polisario de la guvernare.
- 20-26 ianuarie: Campionatele Europene de patinaj artistic (Graz, Austria).
- 22 ianuarie: Parlamentul elen a ales-o, miercuri, pe Katerina Sakellaropoulou în funcția de președinte, fiind pentru prima oară când o femeie va fi șef al statului. Potrivit arhitecturii constituționale din Grecia, rolul președintelui este mai mult unul formal, puterile sale fiind limitate. Sakellaropoulou, 63 de ani, judecătoare și fost președinte al Consiliului de Stat (principala instanță administrativă), a fost aleasă cu 261 de voturi din totalul de 300, scrie Kathmerini. Ea a fost susținută de partidul de guvernământ Noua Democrație, stângiștii de la SYRIZA, aflați în opoziție, și de alianța de centru-stânga ”Mișcarea pentru schimbare” (KINAL). Sakellaropoulou va avea un mandat de 5 ani, începând cu 13 martie, când expiră mandatul președintelui în exercițiu Prokopis Pavlopoulos.
- 23 ianuarie: Buletinul Oamenilor de Știință Atomici anunță că acul Ceasului Apocalipsei s-a mutat cu 20 de secunde înainte, la 1 minut și 40 de secunde (100 de secunde) până la miezul nopții, cea mai apropiată dată de miezul nopții de la înființarea ceasului în 1947. Motivele sunt eșecul liderilor mondiali de a face față amenințărilor războiului nuclear, cum ar fi încheierea Tratatului privind forțele nucleare intermediare (INF) dintre Statele Unite și Rusia, precum și creșterea tensiunilor dintre Statele Unite și Iran și incapacitatea de a combate schimbările climatice.
- 24 ianuarie: Comemorarea a 161 de ani de la Unirea din 1859 (Unirea Mică) a Principatului Moldovei cu Țara Românească.
- 24 ianuarie: Premierul Boris Johnson a semnat acordul cu privire la Brexit, salutând "un nou capitol din istoria" țării sale.
- 24 ianuarie: Țările din Cornul Africii ca: Kenya, Etiopia, Somalia, Sudanul de Sud, au fost lovite de cea mai devastatoare invazie a lăcustelor din ultimii 25 de ani.
- 24 ianuarie: Un cutremur cu magnitudinea de 6,5 grade pe scara Richter s-a produs în estul Turciei. 20 de persoane au murit, iar alte 900 au fost rănite, după ce mai multe clădiri s-au prăbușit.
- 26 ianuarie: Baschetbalistul american Kobe Bryant și alte opt persoane au murit în urma prăbușirii elicopterului în care se aflau.
- 27 ianuarie: O furtună violentă, însoțită de căderi record de precipitații sub formă de ploaie, care s-a abătut, începând de joi, asupra zonei de sud-est a Braziliei, unde a provocat inundații importante și alunecări de teren, a lăsat în urmă cel puțin 44 de morți.
- 27 ianuarie: Billie Eilish & FINNEAS au câștigat Premiile Grammy pentru melodia "bad guy". [19]

ANA MONROY YGLESIAS
|
GRAMMY-URILE
/
27 IANUARIE 2020 - 10:48
- 31 ianuarie: Regatul Unit a părăsit oficial Uniunea Europeană la 23:00 (CET). Urmează o perioadă de tranziție (un post-BREXIT) până pe data de 31 decembrie 2020.

## Decese
- 1 ianuarie: János Aczél, 95 ani, matematician maghiaro-canadian (n. 1924)
- 1 ianuarie: Patricia Grigoriu, 57 ani, actriță română de teatru și film (n. 1962)
- 3 ianuarie: Abu Mehdi al-Muhandis (n. Jamal Jafaar Mohammed Ali Āl Ebrahim), 65 ani, politician și comandant militar irakiano-iranian (n. 1954)
- 3 ianuarie: Qasem Soleimani, 62 ani, general-maior iranian (n. 1957)
- 6 ianuarie: Sergiu Cipariu, 70 ani, taragotist român de muzică populară (n. 1949)
- 6 ianuarie: Peter Wertheimer, 72 ani, saxofonist, clarinetist și flautist israeliano-român (n. 1947)
- 7 ianuarie: Neil Peart, 67 ani, muzician și autor canadian, bateristul trupei Rush (n. 1952)
- 8 ianuarie: Buck Henry (n. Henry Zuckerman), 89 ani, actor, scenarist și regizor de film, american (n. 1930)
- 9 ianuarie: Euphrase Kezilahabi, 76 ani, scriitor tanzanian (n. 1944)
- 9 ianuarie: Ivan Passer, 86 ani, regizor ceh de film (n. 1933)
- 9 ianuarie: Mike Resnick, 77 ani, scriitor american de literatură SF (n. 1942)
- 10 ianuarie: Qaboos bin Said Al Said, 79 ani, sultanul Omanului (1970-2020), (n. 1940)
- 11 ianuarie: Tom Belsø, 77 ani, pilot danez de Formula 1 (n. 1942)
- 13 ianuarie: Ștefan Petrache, 70 ani, interpret de muzică ușoară din Republica Moldova (n. 1949)
- 14 ianuarie: Vasile Cândea, 87 ani, medic și general de armată român (n. 1932)
- 15 ianuarie: Christopher Tolkien, 95 ani, editor englez (n. 1924)
- 16 ianuarie: Tadeusz Olszewski, 78 ani, poet, critic literar, jurnalist și călător polonez (n. 1941)
- 17 ianuarie: Khagendra Thapa Magar, 27 ani, al doilea cel mai scund om din lume (n. 1992)
- 17 ianuarie: Oswald Oberhuber, 88 ani, pictor, sculptor și grafician austriac (n. 1931)
- 17 ianuarie: Ion Nicolae, 77 ani, politician și deputat român (2000-2004), (n. 1942)
- 18 ianuarie: Dan Andrei Aldea, 69 ani, cântăreț, multi-instrumentist și compozitor român, lider al trupei Sfinx (n. 1950)
- 21 ianuarie: Alexandru Nichici, 84 ani, inginer român (n. 1935)
- 21 ianuarie: Maria Iliescu, 92 ani, lingvist și filolog austriac (n. 1927)
- 21 ianuarie: Terry Jones (Terence Graham Parry Jones), 77 ani, actor și scenarist britanic (n. 1942)
- 22 ianuarie: Constantin Gruescu, 95 ani, mineralog român (n. 1924)
- 24 ianuarie: Rob Rensenbrink, 72 ani, fotbalist neerlandez (n. 1947)
- 24 ianuarie: Mihai Stepanescu, politician român din Reșița, județul Caraș-Severin (n. 1965)
- 25 ianuarie: Liang Wudong, 60 ani, medic chinez (n. 1959)
- 26 ianuarie: Ionel Iacob-Bencei, 79 ani, poet român (n. 1940)
- 26 ianuarie: Kobe Bryant, 41 ani, jucător american de baschet (n. 1978)
- 26 ianuarie: Louis Nirenberg, 94 ani,  matematician american câștigător al Premiului Abel în 2015 (n. 1925)
- 27 ianuarie: Edvardas Gudavičius, 90 ani, istoric lituanian (n. 1929)
- 29 ianuarie: Frank Press, 95 ani, geofizician american, membru de onoare al Academiei Române (1991–2020), (n. 1924)
- 29 ianuarie: Qasim al-Raymi, 41 ani, emir al-Qaeda din Peninsula Arabică (AQAP), (n. 1978)
- 30 ianuarie: Marin Diaconescu, 76 ani, politician român (n. 1943)
- 31 ianuarie: Mary Higgins Clark (n. Mary Theresa Eleanor Higgins), 92 ani, autoare americană de romane polițiste (n. 1927)